# 大卫·索尔
大卫·索尔（1943年8月28日—2024年1月4日 ，英语：David Soul），原名：大衛·理察·索爾貝格（英語：David Richard Solberg），出生在美国芝加哥，父亲是路得教派的牧师。他是1970年代著名的英美演员和歌手，曾主演警匪题材电视剧Starsky and Hutch。他1976年演唱的情歌《Don't Give Up On Us》在华语地区广为人知。

## 早期生活
索爾在1943年8月28日出生於伊利諾伊州的芝加哥，是挪威人。他的母親June Johnanne是一名教師，他的父親Richard W. Solberg博士是路德教會的牧師，歷史與政治科學教授，  以及美國路德教會的高等教育主任（現在是索爾的兩個祖父都是傳教士。索伯格博士在1949年至1956年的第二次世界大戰後德國重建期間，還是路德世界救濟的高級代表。因此，這個家庭在蘇爾年輕時經常搬家。
從華盛頓高中（南達科他州蘇福爾斯）畢業後，索爾就讀於奧古斯塔納學院（他的父親在那裡教政治科學和歷史），但兩年後，他與家人一起移居墨西哥，在墨西哥城美洲地區的大學學習了一年。。在墨西哥時，受教他彈吉他的學生的啟發，索尔改變了方向，決定追隨他對音樂的熱情。他從墨西哥歸來後的首次露面是在明尼阿波利斯的一個俱樂部，十點鐘學者。

## 事業發展
1966年和1967年，《覆蓋人》出現在《梅爾夫·格里芬秀》上，當他戴著面具唱歌時，索爾首先引起了人們的注意。他說：「我叫大衛·索爾，我想以我的音樂而聞名。」同年，他在《Flipper》中首次亮相電視。1967年，他與哥倫比亞電影公司簽訂了合同，並在眾多嘉賓的陪同下，包括《Star Trek》第二季的插曲《The Apple》，他與聯合主演在電視節目《Here Come the Brides》中扮演約書亞·博爾特（Joshua Bolt）、羅伯特·布朗、鮑比·謝爾曼和布里奇特·漢利。該系列節目於1968年9月25日至1970年9月18日在ABC網絡上進行了轉播。 1972年，他在《Owen Marshall：Law Counselor at Law》中擔任亞瑟·希爾（Arthur Hill）的法律合夥人。之後，他在電視上擔任了許多客串角色，包括《Streets of San Francisco》。由克林特·伊斯特伍德（Clint Eastwood）在電影《Magnum Force》中飾演。
他的突破來自他在1975年至1979年扮演的《警網雙雄》中扮演肯·哈奇（Hutchin Hutchinson）偵探的角色。索爾還導演了三集《Starsky and Hutch》：《街頭小子》（1977年）、《生存》（1977年）和《不能回家》（1979年）。在他的整個職業生涯中，他在《星際迷航》、《珍妮的夢想》、《麥克米蘭與妻子》《加農炮》、《Gummoke》、《全家福》以及許多電視電影和迷你劇，包括《Homeward Bound》（1980年）、《第三次世界大戰》和《憤怒》（1980年），這是一部受到美國參議院議員好評的電視電影，並因此獲得了艾美獎獎項提名。索爾還與詹姆斯·梅森出演了史提芬·京的《薩勒姆的地段》的改編，並作為一些國家的戲劇故事片。
在1970年代中期至後期，索爾回到了他的歌唱根源。由托尼·麥考雷（Tony Macaulay）製作，他錄製了一些熱門歌曲，包括《Don't Give Up on Us》（1977年），該歌曲在美國和英國排名第一。《Silver Lady》（1977年）則在英國排行榜上名列前茅。從1976年到1978年，他擁有五張英國前20首單曲和兩張前十張專輯。從1976年到1982年，他在美國、歐洲、遠東和南美洲進行了廣泛的巡迴演出。

## 沉寂
1980年代因戒酒而暂别影坛，并搬到英國伦敦居住。在美國，他繼續在各種電視連續劇中擔任客串演出。1981年，他以Caleb Staunton的身份出演了迷你電視劇《The Manions of America》。他短暫出演了1983年的NBC電視劇《Casablanca》，扮演夜總會老闆Rick Blaine（亨弗萊·鮑嘉在1942年的電影《Casablanca》中出名的永垂不朽的角色），並共同出演了1983-1984季的NBC系列節目《黃玫瑰》。他還出演過肯·福萊特戰時電視劇《The Rebecca的鑰匙》的電視改編，由大衛·漢明斯執導。後來他在電視電影《In Line of Duty：F.B.I. Murders》（1988年），描繪了1986 FBI Miami槍戰，隨後被用作FBI培訓影片。索爾還導演了1980年代電視連續劇《Miami Vice》中的一集《不存在》。1987年，索爾在電影《河內希爾頓中飾演奧爾德姆少校。
在1990年代中期，索爾移居到英格蘭，在西區舞台上開拓了新的職業，包括Chandler Tate在《Comic Potential》中的角色。他還參加了他的個人朋友馬丁·貝爾成功進行的1997年英國大選競選活動，他競選Tatton，以及2001年英國大選中埃塞克斯布倫特伍德中貝爾的競選失敗。
在2001年和2002年，他以艾倫·弗萊徹（Alan Fletcher）的身份出現在「霍爾比市」中。
2003年，他以本人的身份出現於BBC的喜劇小品《小英國》的第一輯。 2004年，他以安德魯·彭寧頓（Andrew Pennington）的身份出演《阿加莎·克里斯蒂 – 尼羅河上的慘案》（他還出演了1988年克里斯蒂的改編電影《死亡約會》）。索爾是BBC的《頂級跑車秀》的嘉賓。他是最快的車手中有1位出現在節目中，並在1:54:00結束了比賽。

## 复出
2004年在倫敦劍橋劇院出演歌剧《Jerry Springer》。

## 個人生活
索爾已經結婚五次，有五個兒子和一個女兒。他於1964年首次與女演員Mirriam“ Mim” Solberg（néeRusseth）結婚。夫妻倆只有一個孩子，但婚姻只維持了一年。
索爾已婚的女演員凱倫·卡爾森於1968年在電視劇《新娘的到來》播出之後相遇，兩人也育有一子，但於1977年離婚。
在他拍攝《Starsky＆Hutch》的那幾年裡，索爾與女演員Lynne Marta保持著開放的情侶關係。
索爾於1980年與帕蒂·卡內爾·謝爾曼（Patti Carnel Sherman）結婚，鮑比·謝爾曼（Bobby Sherman）的前妻是大衛在《新娘來了》和1960年代主演的流行偶像。他們有三個孩子，並於1986年離婚。
1987年，索爾已婚女演員茱莉亞・尼克森。這對夫婦有一個孩子基納·索爾。
2004年，索爾獲得英國公民權。
索爾於2010年6月與他的第五任妻子海倫·斯內爾（Helen Snell）結婚。自從2002年見面以來，他們就一直保持著戀愛關係。
大衛·索爾一天抽三包香煙50年，並在他病逝10年前戒菸。然而他因為抽煙而患有慢性阻塞性肺病，被移除一個肺。
2024年1月4日，索爾於倫敦病逝，享年80歲。

## 单曲
- "Don't Give Up On Us" (1976) UK #1, US #1
- "Going In With My Eyes Open" (1977) UK #2, US #54
- "Silver Lady" (1977) UK #1, US #52
- "Let's Have A Quiet Night In" (1977) UK #8
- "It Sure Brings Out The Love In Your Eyes" (1978) UK #12

## 出典
- Guinness Book of British Hit Singles 7th Edition - 1988
- Top Pop Singles 1955-2002 by Joel Whitburn - 2003